# Кузнецов Василь Васильович
Василь Васильович Кузнєцов (31 січня (13 лютого) 1901 року, село Софіловка, Костромська губернія, Російська імперія, — 5 червня 1990 року, місто Москва, РРФСР) — радянський політичний і державний діяч, дипломат. Тричі (1982—1983, 1984 і 1985 роках) був формальним керівником Радянського Союзу.

## Біографія
Народився 31 січня 1901 року в селі Софіловці (тепер Семьоновський район Нижньогородської області) в родині селянина. У 1915 році вступив в педагогічне училище в селі Порецьке Казанської губернії. У 1920—1921 роках служив у РСЧА.
У 1926 році закінчив ЛПІ. З листопада 1926 працював на Макіївському металургійному заводі: інженер-дослідник, змінний інженер, заступник начальника, з грудня 1930 начальник мартенівського цеху. З 1931 роках перебував на навчанні в США, в Технологічному інституті Карнегі, де вивчав металургію. З грудня 1933 старший інженер, заступник начальника лабораторії, з серпня 1936 начальник металографічної лабораторії заводу «Електросталь» Московської області.
З вересня 1937 в апараті Наркомату важкої промисловості СРСР: керівник технологічної групи технічного відділу Головспецсталі; з травня 1938 заступник начальника, з жовтня 1938 головний інженер Головспецсталі.
У 1940 році став заступником голови Держплану СРСР. Був заступником Члена ДКО Г. М. Маленкова з металургії. У 1943—1944 роках — голова ЦК профспілки робітників чорної металургії Центру.
Голова Президії ВЦРПС з 15 березня 1944 року по 12 березня 1953 року. З 1945 року — член Генеральної ради Виконкому і віцеголова Всесвітньої федерації профспілок.
Голова Ради Національностей ВР СРСР з 12 березня 1946 року по 12 березня 1950 року. Депутат Ради Національностей Верховної Ради СРСР 2–11 скликань (1946–1989) від РРФСР.
У 1946—1952 рр. — член Оргбюро ЦК ВКП(б). У 1952–1989 рр. — член ЦК КПРС. У 1952—1953 роках член Президії ЦК КПРС, член Постійної комісії із зовнішніх справ при Президії ЦК КПРС.
З 1953 року на роботу в МЗС СРСР. З 10 березня по 3 грудня 1953 року був послом СРСР у Китайській Народній Республіці. В 1953–1955 роках — заступник, в 1955—1977 роках — перший заступник міністра закордонних справ СРСР. Кузнєцов зробив багато для врегулювання Карибської кризи, налагодження переговорного процесу з КНР після збройних зіткнень на острові Даманський, врегулювання індо-пакистанської кризи 1971 року. У 1969—1970 роках очолював радянську делегацію на переговорах з КНР з питань кордону.
У 1977—1986 рр. — кандидат у члени Політбюро ЦК КПРС. Перший заступник Голови Президії ВР СРСР з 1977 по 1986.
На початку 1980-х років (див. «епоха пишних похоронів») тричі виконував обов'язки номінального глави радянської держави — Голови Президії ВР СРСР:
1. 10 листопада 1982 року — 16 червня 1983 року (зі смерті Л. В. Брежнєва і до обрання Ю. В. Андропова). Кузнєцов 31 грудня 1982 року вітав радянських людей з Новим роком.
2. 9 лютого — 11 квітня 1984 року (зі смерті Ю. Андропова і до обрання К. Черненка)
3. 10 березня — 2 липня 1985 року (зі смерті К. Черненка і до обрання А. Громика).

Під час виконання повноважень Кузнєцову було відповідно 81–82, 82–83 і 84 роки, таким чином, він є найстарішим зі всіх голів радянського і російського уряду в історії.
На пенсії перебував з червня 1986 року.
Помер 5 червня 1990 року. Похований у Москві на Новодівичому кладовищі (ділянка № 10).

### Родина
- дружина — Зоя Петрівна Ігумнова (1903—1988), кандидат історичних наук, в. о. декана історичного факультету (1936—1937), доцент кафедри історії КПРС Московського державного університету[6].
- дочка — Ера (1928—2018), син — Валерій (1934—2011), донька Олена (1939—2016), син — Олександр (1946—2020).

## Нагороди та звання
- двічі Герой Соціалістичної Праці (1971, 1981).
- сім орденів Леніна
- орден Жовтневої революції
- орден Трудового Червоного Прапора
- орден Червоної Зірки
- орден «Знак Пошани»
- Сталінська премія 2-го ст. (1941)— за винахід сталі марок ЕІ-75, ЕІ-262, ЕІ-184